# ديسقوريا متعددة السنيبلات
ديسقوريا متعددة السنيبلات (الاسم العلمي:Dioscorea polystachya) أو اليام الصيني (بالإنجليزية: Chinese yam)‏ أو كرمة القرفة (بالإنجليزية: cinnamon vine)‏ هي نوع من النباتات تتبع جنس الديسقوريا من الفصيلة الديسقورية.